# Regeringen Suga
Regeringen Suga var Japans regering 16 september 2020–4 oktober 2021 under Yoshihide Sugas ledning.
Suga efterträdde Shinzo Abe under den pågående covid-19-pandemin och det mesta av regeringens tid dominerades av denna. Suga efterträddes av Fumio Kishida den 4 oktober 2021.

## Ministrar
- Yoshihide Suga, Japans premiärminister
- Taro Aso, Japans vice premiärminister, Japans finansminister, Japans minister för finansiella tjänster
- Ryōta Takeda, Japans inrikesminister
- Yōko Kamikawa, Japans justitieminister
- Toshimitsu Motegi, Japans utrikesminister
- Koichi Hagiuda, Japans utbildings- och vetenskapsminister
- Norihisa Tamura, hälso-, arbetsmarknads- och socialminister
- Kōtarō Nogami, Japans jordbruks-, skogs- och fiskeriminister
- Hiroshi Kajiyama, Japans handels- och industriminister, minister för kärnkraftsskador
- Kazuyoshi Akaba, Japans land- och transportminister
- Shinjirō Koizumi, Japans miljöminister, minister för kärnkraftsberedskap
- Nobuo Kishi, Japans försvarsminister
- Katsunobu Kato, högste kabinettssekreterare
- Takuya Hirai, Japans digitalminister, minister för personuppgiftsskydd
- Katsuei Hirasawa, återuppbyggelseminister
- Yasufumi Tanahashi, minister för katastrofhantering, minister för havsfrågor
- Taro Kono, minister för Okinawa och nordliga territoriella åtgärder, minister för regleringsreform, minister för vaccinationsfrämjande[1]
- Tetsushi Sakamoto, minister för åtgärder mot minskande födelsetal, minister för regional förnyelse[1]
- Yasutoshi Nishimura, minister för ekonomisk revitalisering, minister för ekonomi- och finanspolitik[1]
- Tamayo Marukawa, Japans jämställdhetsminister, minister för olympiska och paralympiska spelen i Tokyo, minister för kvinnors egenmakt[1]
- Shinji Inoue, minister för World Expo 2025, minister för konsumentfrågor och livsmedelssäkerhet, minister med ansvar för Cool Japan-strategin, minister för vetenskaps- och teknikpolicy, Japans rymdminister, minister för immaterialrättslig strategi[1]
- Hachirō Okonogi, minister för katastrofhantering, minister för havsfrågor, minister för nationell uthållighet[1]
- Seiko Hashimoto, Japans jämställdhetsminister, minister för kvinnors egenmakt, minister för olympiska och paralympiska spelen i Tokyo[1]

Denna lista hämtas från Wikidata. Informationen kan ändras där.